# وحشی‌گری پلیس در ایران
وحشیگری پلیس در ایران (یا خشونت پلیس ایران، جنجال‌های پلیس ایران) دست کم به دوران قاجار می‌رسد و در دوران شاهنشاهی پهلوی ادامه یافت و در دوران جمهوری اسلامی به اوج خود رسید.
در این دوران، پلیس ایران تنها نهادی بوده‌است که در حوزهٔ همگانی، برای برقراری قانون اقدام می‌کرده‌است و از خشونت نیز بهره می‌برد. پس از انقلاب ۱۳۵۷، نهادهای نظم‌دهندهٔ همگانی در ایران، پرشمار شدند. به گونه‌ای که نخست کمیته‌ها شکل گرفتند و پس از آنان پایگاه‌های بسیج. پلیس ایران نیز به نیروی انتظامی تبدیل شد. سعید مدنی، جامعه‌شناس، باور دارد که خشونت سیستماتیک و نظام‌دار، بخشی از رفتار پلیس ایران است.
وحشیگری فرماندهی انتظامی جمهوری اسلامی ایران علیه مردم این کشور، با تحریم‌های حقوق بشری همراه بوده‌است و شماری از سران آن و مقامات محلی‌اش، از سوی غرب تحریم شده‌اند. از یگان ویژه این سازمان، به‌عنوان «سرکوب‌گرترین نیروی ضدشورش جمهوری اسلامی» یاد شده‌است که در خونین‌ترین سرکوب‌های خیابانی تاریخ جمهوری اسلامی در سال ۱۳۹۸، از مهم‌ترین نیروهای حاضر در خیابان بود. محاصره، کشتار و آتش گشودن به سوی مردم معترض، خشونت در بازداشتگاه‌ها، کشتن کودک هنگام تعقیب و غیره، نقدهای جدی را به این سازمان، وارد کرده‌اند. به گزارش یورونیوز در ۲۰۲۰ م، برخی باور دارند که ملزم بودن پلیس جمهوری اسلامی ایران برای پیشگیری از نقض شدن احکام شرعی از سوی مردم، بانی آن شده‌است که پلیس در ایران این دوره، بیشتر از آن که پایه‌گذار امنیت مردم این کشور باشد، باعث ناامنی روانی میان شهروندان باشد. جمع کردن دیش‌های ماهواره، کتک‌زدن و اعمال خشونت علیه مردم به خاطر شئونات و حجاب، دیگر کارهای فرماندهی انتظامی جمهوری اسلامی ایران هستند که مورد نقد قرار گرفته‌اند. گرداندن متهمان در شهر که شامل نوجوانان زیر سن قانونی نیز می‌شده‌است نیز توسط رسانه‌ها و مردم، نقد شده‌است. با این حال، از سوی دیگر در بهمن ۱۳۹۹، حسین اشتری، فرمانده کل انتظامی، بر «اجرای قانون توأم با رأفت اسلامی» تأکید کرد. وی همچنین مدعی شد که «نیروهای یگان ویژه در همهٔ عرصه‌ها در کنار مردم و همراه آنان هستند».

## پیشینه

### قاجار
سعید مدنی، جامعه‌شناس اعلام کرد که از دوران قاجاریان که یک نهاد، به نام نظمیه بنیان‌گذاری گردید، خشونت یکی از جزءهای به عمل آوردن حاکمیت و برقراری قانون و پس از آن نظم، توسط پلیس این کشور بوده‌است.

### پهلوی
پیش از انقلاب ۱۳۵۷، پلیس نقشی اثرگذار در به وجود آوردن نظم داشته‌است و در دوران پهلوی، تنها نهادی بوده‌است که در حوزه همگانی در این زمینه، نقش داشت. در این دوره نیز پلیس به گونه‌ای با اعمال خشونت همراهی می‌کرده‌است و بهره‌گیری پلیس از خشونت در این دوران نیز نرمال شمرده می‌شده‌است.

### جمهوری اسلامی
سعید مدنی، جامعه‌شناس، اعلام کرد که پس از انقلاب ۱۳۵۷، نهادهای نظم‌دهندهٔ همگانی در ایران، پرشمار شدند. به گونه‌ای که نخست کمیته‌ها شکل گرفتند و پس از آنان نیز پایگاه‌های بسیج. پلیس ایران نیز به نیروی انتظامی تبدیل شد. در وضعیتی معمولی، هر سهٔ این سازمان‌های جدید، فعال بودند. در پایان، در دوره‌ای کمیته‌ها در نیروی انتظامی در هم آمیخته شدند و به عنوان نمونه در دههٔ ۱۳۹۰، در فضای شهری ایران، نیروی انتظامی و پایگاه‌های بسیج دیده می‌شود. وی همچنین گفت که بر پایهٔ ارزیابی‌ها، بخش قابل توجهی از مردم، باور دارند که هر دوی این سازمان‌ها، از خشونت در جهت به عمل آوردن نظم و قانون بهره‌گیری می‌کنند. اما پس از انقلاب ۱۳۵۷، کمیته‌ها نقش بیشتری گرفتند و نیروی انتظامی، رفتاری محافظه‌کارانه‌تر گرفت. هرچند که بعدها، با در هم آمیختن کمیته‌ها در نیروی انتظامی، «اعتماد به نفس گذشته به نیروی انتظامی بازگشت». فرماندهان کمیته‌ها نیز در نیروی انتظامی به فرماندهی رسیدند. با ورود نیروهای کمیته به نیروی انتظامی، برای باری دیگر، خشونت به پلیس ایران بازگشت و این خشونت به عنوان بخشی از رفتار این نیرو، به‌شمار می‌رفت. سعید مدنی در ادامه گفت که خشونت سیستماتیک و نظام‌دار، بخشی از رفتار پلیس ایران است و «مواردی که اخیراً اتفاق افتاده، فقط به واسطه فضای مجازی برجسته شده‌است وگرنه چنین رفتارهایی را تقریباً به‌طور روزمره می‌توان مشاهده کرد». او همچنین اعلام کرد که ادارهٔ آگاهی یکی از سازمان‌های فرماندهی انتظامی است که چه در گذشته چه در دوران کنونی، یکی از روش‌های فعالیتش، بهره‌گیری از خشونت، زور و حتی شکنجه است.
به گزارش یورونیوز در ۲۰۲۰ م، برخی باور دارند که ملزم بودن پلیس جمهوری اسلامی ایران برای پیشگیری از نقض شدن احکام شرعی از سوی مردم، بانی آن شده‌است که پلیس در ایران این دوره، بیشتر از آن که پایه‌گذار امنیت مردم این کشور باشد، باعث ناامنی روانی میان شهروندان باشد. سعید مدنی، جامعه‌شناس اعلام داشت که اینکه فرماندهی انتظامی ملزم به این شده‌است که از نقض احکام شرعی جلوگیری کند، ابهام دارد؛ فرماندهی انتظامی ضابط قضایی به‌شمار می‌رود و ضابط مذهبی یا شرعی نیست و بیشتر ورودهای فرماندهی انتظامی، شامل موارد نقض قانون بوده‌است. در مورد حجاب نیز وابسته به سیاست‌ها و قانون‌هایی که به فرماندهی انتظامی می‌دهند، این نیرو احتمال دارد که با کسانی که حجاب آنان بر پایه استانداردهای جمهوری اسلامی نبوده‌است، برخورد خشنی داشته باشد. همچنین وی گفت که تا مدت‌ها، یکی از وظیفه‌های روزانهٔ فرماندهی انتظامی، جمع کردن دیش‌های ماهواره مردم بوده‌است که این، به دلیل سیاستی از سوی وزارت کشور بود.

## فرماندهی انتظامی جمهوری اسلامی و بخش‌های زیرین
به شکل کلی، وحشیگری فرماندهی انتظامی جمهوری اسلامی ایران، از دید خشونت اعمال‌شده از سوی خود نیروها و خشونت نهادینه در این سیستم، بررسی شده‌است. سرنوشت معترضانی که توسط این نیرو دستگیر می‌شوند نیز مورد توجه رسانه‌های خارجی بوده‌است. در موارد بسیاری از شدت خشونت در بازداشتگاه‌های فرماندهی انتظامی جمهوری اسلامی، پرده‌برداری شده‌است. به شکل کلی، رویکرد دستگاه سرکوب جمهوری اسلامی، از جمله فرماندهی انتظامی، در بالاترین سطوح حکومت و توسط شخص علی خامنه‌ای تعیین شده‌است.
خشونت این پلیس علیه دستگیرشدگان در نمونه‌هایی همانند مهرداد سپهری در مشهد و بهاره چشم‌براه در آبادان واکنش‌های فراوانی در پی داشته‌است و با بهت و خشم همگانی در ایران رویرو شده‌است.

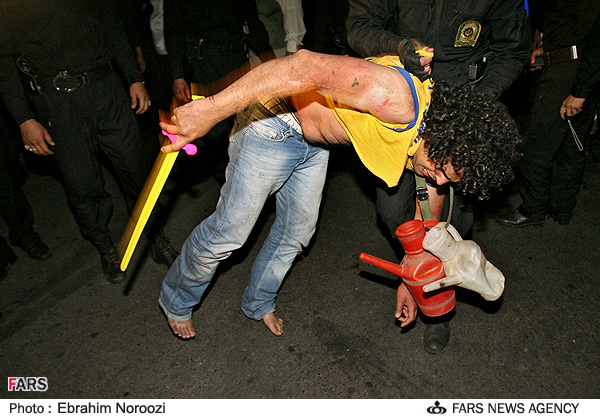
نگاره‌ای از برخورد نیروی انتظامی در ۲۰۰۷

در اردیبهشت ۱۳۸۶، گزارشی از یورش شبانهٔ نقابداران پلیس، به خانهٔ «لات و لوت» های تهران و بیرون کشیدن این افراد زیر رگبارهایی از لگد و مشت، تحقیرشان با انداختن آفتابه‌ای بر گردنشان و دور محله گرداندن این افراد، منتشر شد. در یکی از عکس‌ها، پلیس با چکمه بر صورت مجرم یا متهم، فشار وارد می‌کند. در عکس‌ها دیده می‌شود که آفتابه را با بند از گردن مجرم یا متهم، آویزان کرده‌اند و در عکسی دیگر نیز لولهٔ آفتابه را درون دهان او وارد کرده‌اند تا از این راه سخن بگوید. در تصویری نیز شمشیر پلاستیکی به متهم داده‌اند.
این گزارش در ادامه نوشت: «در عین حال برخورد بسیار خشن با زنانی که جرمشان تنها به عقب رفتن تکه‌ای پارچه از روی سر یا کوتاه بودن لباس محدود می‌شد، نمی‌توانست چندان تماشاگران را بر سر ذوق بیاورد».
اسماعیل احمدی مقدم، فرماندهٔ پیشین فراجا، اعلام کرد که در تظاهرات تاسوعا و عاشورای ۱۳۸۸ هواداران جنبش سبز، خودروی فرماندهی انتظامی، مردم را زیر کرده‌است.
در اردیبهشت ۱۳۹۶، «کمپین فعالان بلوچ» گزارش داد که تیراندازی نیروهای فرماندهی انتظامی ایران در ۲۱ اردیبهشت، باعث کشته‌شدن یک روحانی سنی شد و دو شهروند دیگر را نیز در شهر سیب و سوران زخمی کرد.
به گزارش رادیو فردا در ۱۳۹۷ «در سال‌های گذشته برخی از کودکان در استان سیستان‌وبلوچستان و دیگر شهرهای ایران بر اثر شلیک مأموران فرماندهی انتظامی در حین تعقیب و گریز متهمان کشته شده‌اند». این گزارش به‌عنوان نمونه به ششم مهر سال گذشته (۱۳۹۶) اشاره کرد که در یورش نیروهای فرماندهی انتظامی به خانه‌ای در ایرانشهر، پسر سه ساله و پدرش کشته شدند و گزارشی را پوشش داد که بر پایه آن، مأموران به خودرویی تیراندازی می‌کنند و افزون بر راننده، دختری ۳ ساله و دو پسر ۱۸ و ۲۳ ساله را که سوار خودرو بودند، می‌کشند.
در تیر ۱۳۹۸، ویدئویی پخش شد که در آن، یک مأمور پلیس مرد، دختری که دارد جیغ‌کشی می‌کند را به زور و با خشونت، به همراه خود می‌کشد و با وجود اعتراض گروهی از حاضران در صحنه، سوار ماشین فرماندهی انتظامی‌اش می‌کند. فرمانده انتظامی تهران بزرگ اعلام کرد که گزارش مربوط می‌گفت که عده‌ای جوان، شئونات را زیر پا گذاشته‌اند و این افراد نخست از پلیس تذکر گرفته‌اند و رفتار نامناسبی با مأمور داشته‌اند. در سوی دیگر، شاهدی اعلام می‌کرد که دختر برای آب‌بازی در پارک حضور داشته‌است و با آمدن پلیس، دوستانش فرار می‌کنند اما او می‌ماند و هنگامی که «جواب پلیس را داده» کتک می‌خورد.
کشته شدن مهرداد سپهری در مهر ۱۳۹۹، از مواردی بود که برای جامعه ایران آشکار شد و واکنش‌های بسیاری به همراه داشت. به گزارش بی‌بی‌سی فارسی، در ویدئوی پخش شده از رویداد، «مردی دستانش به میله‌ای بسته شده‌است و مأمور پلیس به او نزدیک می‌شود و به او شوکر می‌زند… مرد با دستان بسته روی زمین می‌افتد. در تصاویر بعدی پلیس باز هم به او شوکر می‌زند و کلماتی میانشان رد و بدل می‌شود و مرد دوباره روی زمین می‌افتد». خانوادهٔ سپهری اعلام کردند که او در نهایت، با خفگی با اسپری فلفل جان داده‌است. پس از این، کاربرانی به مقایسه کردن گفته‌های علی خامنه‌ای، رهبر جمهوری اسلامی دربارهٔ رفتار پلیس آمریکا با جورج فلوید و این رویداد پرداختند.

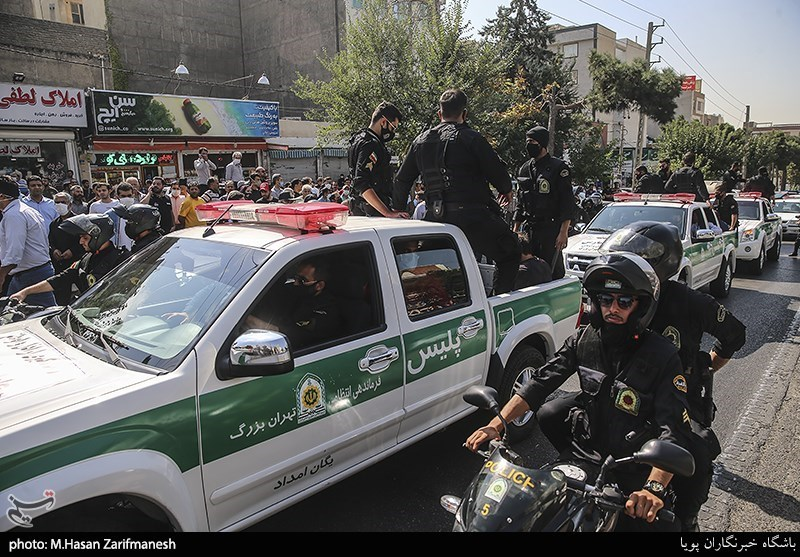
گزارش خبرگزاری تسنیم از گرداندن بازداشت‌شدگان در تهران‌پارس (سپتامبر ۲۰۲۰)

در مهر ۱۳۹۹ که توجه رسانه‌ها به این زمینه بود، اعلام شد که مأموران نقابدار متهمانی را در خیابان‌های تهران گرداندند و با ضرب و جرح از آن‌ها می‌خواستند که پشیمانی‌شان را ابراز کنند. پخش‌شدن این نگاره‌ها، بانی آن شد که خشم کاربران در توییتر و اینستاگرام برانگیخته شود. در برخی تصاویر دورگردانی، متهم‌ها در هنگامی که مأموران درشت‌هیکل و نقابدار پلیس به زدن متهمان می‌پرداختند، به سوی مردم فریاد می‌زده‌اند «غلط کردیم، ببخشید». پیش از این، عکس‌هایی مشابه از گرداندن متهمان حمله به بیمارستان سینا رشت نیز مورد توجه قرار گرفت.
در آبان ۱۳۹۹، گزارشی در بی‌بی‌سی فارسی می‌گفت که «در سال‌های اخیر، روال مرسوم چنین بوده‌است: تصاویری از خشونت نیروهای نظامی و امنیتی در شبکه‌های اجتماعی منتشر می‌شود؛ اعتراض به این اقدام غیرقانونی و غیراخلاقی، فضای مجازی را فرامی‌گیرد؛ مسئولان جمهوری اسلامی در پی انکار یا توجیه جنایت برمی‌آیند… در روزهای اخیر، ضرب و جرح یا قتل تعدادی از شهروندان ایرانی به دست نیروهای پلیس بازتاب گسترده‌ای در فضای مجازی داشته‌است». در این گزارش، رویکرد پلیس دوران جمهوری اسلامی با حکومت پلیسی مقایسه و اعلام شد که پایه‌های حکومت‌های پلیسی در همه‌جا از جمله ایران، متزلزل شده‌است.
در آوریل ۲۰۲۱، نیروی انتظامی مشهد شماری از جوانان و نوجوانان (که برخی زیر سن قانونی بوده‌اند) را که متهمان چهارشنبه‌سوری (جشن ایرانی) معرفی کرد و با وصل کردن پلاکارد در یک نمایش همگانی، در شهر گرداند. رسانه‌های درون ایران، این کار را «طرح پیش‌گیرانه» دانستند؛ در حالی که مشخص نبوده‌است هدف پیشگیری از چه جرمی است. در ادامه، برخی این کار را قرون وسطایی خواندند و گزارش دادند که شماری از این افراد، زخمی نیز بوده‌اند. هرانا، ارگان خبری مجموعه فعالان حقوق بشر در ایران، در این باره نوشت: «در سال‌های اخیر فرماندهی انتظامی هر از گاهی اقدام به چرخاندن متهمان در سطح شهر می‌کند، اقدامی که مغایر با مقاوله‌نامه‌های حقوق‌بشری، قوانین داخلی و نقض کرامت انسانی است.»
از سوی دیگر، در بهمن ۱۳۹۹، حسین اشتری، فرماندهٔ کل انتظامی، بر «اجرای قانون توأم با رأفت اسلامی» تأکید کرد. وی همچنین اعلام کرده‌است که «نیروهای یگان ویژه در همهٔ عرصه‌ها در کنار مردم و همراه آنان هستند».
در اردیبهشت ۱۴۰۰، در هنگام تیراندازی نیروهای فرماندهی انتظامی شهرستان ایرانشهر، استان سیستان و بلوچستان به سوی یک خودروی مظنون به «حمل مواد مخدر»، یک کودک پنج ساله کشته شد و پدر و مادر کودک و یک شخص دیگر نیز زخمی شدند.

### یگان ویژه
یگان ویژه به‌عنوان «سرکوب‌گرترین نیروی ضدشورش جمهوری اسلامی» یاد شده‌است. پیشینهٔ عمر یگان ویژه به شکل حدودی با عمر شورش‌های خیابانی در دوران جمهوری اسلامی، برابری کرده‌است؛ در همین هنگام، اگر شهرت کمیته‌های وابسته در بگیر ببند و یورش بردن به مهمانی‌ها و گشت و ایست‌های بازرسی بوده‌است، یگان ویژه تمام این کارها را در خیابان به برخورد مسلحانه با معترضان و منتقدها و به گلوله‌بستن و کشتار چنین کسانی تبدیل کرد. آمارهای نهادهایی چون عفو بین‌الملل می‌گفت که دست‌کم ۳۰۴ تن، تنها در سه روز اعتراض‌های آبان ۱۳۹۸ توسط نیروهای امنیتی کشته شدند و نیروهایی که حکومت در خیابان فرستاد نیز بیشتر نیروهای یگان ویژه و لباس‌شخصی‌ها بوده‌اند. تا سال ۱۴۰۰، یگان ویژه فرماندهی انتظامی، هشت تجربهٔ بزرگ در سرکوب اعتراضات داشته‌است. در یکی از خونین‌ترین سرکوب‌های خیابانی تاریخ نظام جمهوری اسلامی، که تنها در سه روز میان ۲۴ تا ۲۶ آبان ۱۳۹۸ رخ داد، یگان ویژه مهم‌ترین نیرویی بود که برای سرکوب در خیابان‌ها حاضر شد.

## گشت ارشاد

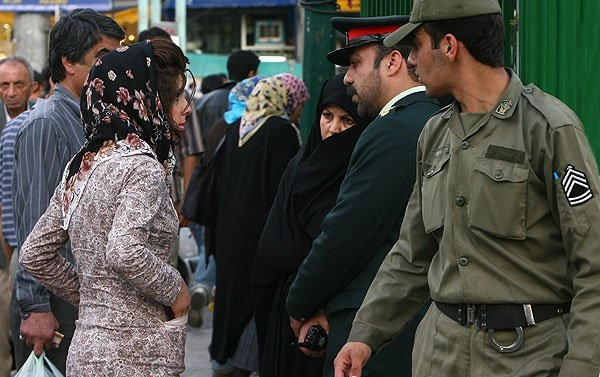
گشت ارشاد در ۲۰۰۶ میلادی

در اردیبهشت ۱۳۹۷، گزارش شد که افزون بر برخورد خشونت‌آمیز با یک دختر جوان ایرانی به دلیل حجاب از سوی یک نیروی گشت ارشاد، یک زن ۴۸ ساله به نام مینو حسن‌آبادی نیز با توجه به اعتراضش به زدن آن دختر، به شکلی «خشونت‌آمیز» بازداشت شده‌است. شمار برخوردهای خشونت‌آمیز پلیس جمهوری اسلامی ایران با آنچه «بدحجابی» خوانده شده‌است پس از اعتراض‌های آشکارا به حجاب اجباری در ایران از سوی از زنانی که با عنوان دختران خیابان انقلاب آوازه یافتند، افزایش یافت. صادق آملی لاریجانی، رئیس قوه قضائیه جمهوری اسلامی با وجود نقدهای وارد شده به زدن یک دختر توسط گشت ارشاد، اعلام کرده‌بود که نیروی انتظامی «نباید یک قدم هم عقب‌نشینی کند». زهرا ساعی، نمایندهٔ مجلس شورای اسلامی در این دوره نیز گفت که «نسل جدید دیگر پذیرای گشت ارشاد نیست».

### مقابله از سوی مردم و عقب‌نشینی گشت ارشاد در ۱۳۹۷
مقابلهٔ فیزیکی ایرانیان با گشت ارشاد، دست کم از بهمن ۱۳۹۷ شروع شد؛ جایی که فیلمی که از درگیری شهروندان با مأموران گشت ارشاد پخش شد و در ادامهٔ درگیری گروهی از ایرانیان با نیروهای پلیس برای آزاد کردن دو زن دستگیرشده به خاطر حجاب، درِ خودروی ون گشت ارشاد از جا کنده شد و مأموران مجبور شدند که شلیک هوایی کنند و در پایان، پس از رها کردن دو زن دستگیرشده، محل را ترک کردند.

## علیه زنان
رادیو بین‌المللی فرانسه در آوریل ۲۰۱۸ گزارشی با عنوان «سابقهٔ ۴۰ سالهٔ خشونت فرماندهی انتظامی علیه زنان و دختران در ایران» منتشر کرد که به مسائل پیش آمده از حجاب اجباری در ایران نیز می‌پرداخت. این رسانه تصویر پخش شده از درگیری دختر جوان ایرانی با یک مأمور زن فرماندهی انتظامی را مورد توجه قرار داد و نوشت: «اما همچنان جای دستوری دربارهٔ برخورد فرماندهی انتظامی با نحوه پوشش زنان و حتی مردان در ایران خالی است و به نظر می‌رسد تا آن زمان نمی‌توان به عدم تکرار این برخورد یا رفتارهای شبیه آن امیدوار بود». پس از کتک‌خوردن دختر از مأمور، هنرمندان نیز واکنش‌هایی تند داشتند و برخی از آنان از تجربه‌های همانند این، در همین زمینه گفتند؛ همانند قیچی شدن موهای‌شان توسط مأموران فرماندهی انتظامی. زنان ایرانی برخوردهایی خشن از نیروهای کمیته و بسیج دیده‌اند و با روی کار آمدن گوشی‌های هوشمند و پخش کردن فیلم‌ها در اینترنت، توانسته‌اند به مقابله با مجریان بپردازند. نفس وجود گشت ارشاد در خیابان‌های ایران نیز مصداقی آشکار از نقض حقوق شهروندی و به‌عنوان نمونه‌ای از خشونت نسبت به زنان دانسته شده‌است. مقامات جمهوری اسلامی نیز به هیچ حالتی، درخواست زنان این کشور را برای گزینش پوشش به رسمیت نمی‌شناختند و با وجود دهه‌ها مقاومت مدنی زنان در برابر حجاب اجباری در ایران، در پایان، تنها به نادرست بودن شکل «برخورد» با زنان اذعان کردند.
در اردیبهشت ۱۳۸۶، پلیس تهران در یکی از گزارش‌هایش اعلام کرد که تنها در ۴۸ ساعت گذشته، ۱۲۸ دختر و زن «بدحجاب» دستگیر شدند. در این دوره، توقیف خودروها به دلیل «بدحجابی» سرنشینان نیز رخ می‌داده‌است.
شمار برخوردهای خشونت‌آمیز پلیس جمهوری اسلامی ایران با آنچه «بدحجابی» خوانده شده‌است پس از اعتراض‌های آشکارا به حجاب اجباری در ایران از سوی از زنانی که با عنوان دختران خیابان انقلاب آوازه یافتند، افزایش یافت. اعتراض‌های آشکارا به حجاب اجباری در ایران، از دی ۱۳۹۶ در خیابان انقلاب تهران، توسط ویدا موحد شروع شد و پس از این، شمارگان دیگری از دختران ایرانی در منطقه‌های گوناگون این خیابان و دیگر خیابان‌ها و شهرهای ایران، با رفتن روی جایی بلند و برداشتن روسری به حجاب اجباری در کشورشان اعتراض کردند. برخورد خشونت‌آمیز بر ضد این دختران و زنان، با انتقادهای سازمان‌های مدافع حقوق بشری همچون عفو بین‌الملل و دیدبان حقوق بشر، روبرو گردیده‌است. اگرچه اما علی خامنه‌ای، رهبر جمهوری اسلامی، اعتراض‌ها را حاصل «تبلیغات پرحجم دشمنان و هزینه‌های سرسام‌آور آنان برای اثرگذاری منفی بر مسئله حجاب» اعلام کرد.
خشونت پلیس ایران علیه زنان، در رسانه‌های بین‌المللی نیز پوشش داشته‌است. در نمونه‌ای، روزنامه دیلی میل در فروردین ۱۳۹۷، کتک زدن دختر جوان توسط پلیس ایران را بازتاب داد که در آن یک زن ترسیده به شکلی بی‌رحمانه توسط گشت ارشاد پلیس در ایران، مورد حمله قرار گرفته و کتک می‌خورد.

## واکنش‌های مردمی

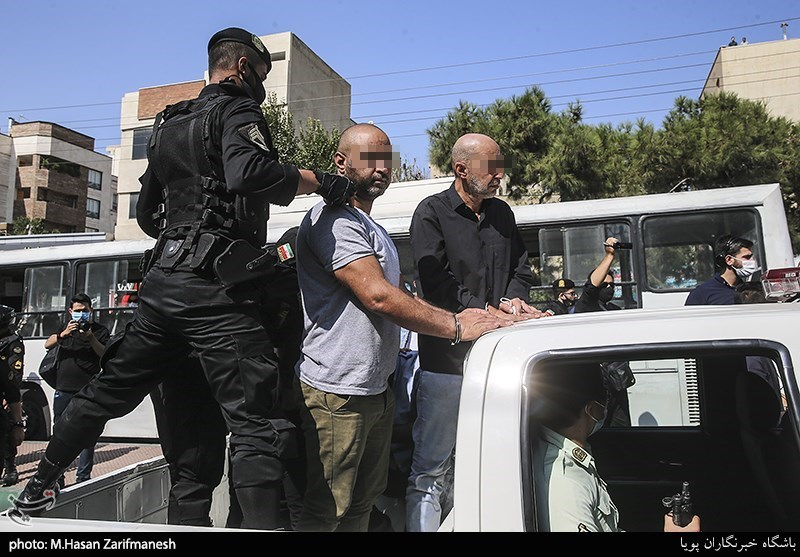
گرداندن بازداشت‌شدگان در تهران‌پارس، تهران که با واکنش‌های نقدآمیز از سوی مردم روبرو شد.

شعارهایی چون «نیروی انتظامی، خجالت، خجالت» یا «نیروی انتظامی، چرا برادرکشی؟» از شعارهای معترضان نسبت به این نیرو هستند.
در مهر ۱۳۹۹، کاربران شبکه‌های اجتماعی، پس از کار اخیر پلیس جمهوری اسلامی ایران، یعنی دورگردانی و زدن متهمان در تهران و برخی شهرهای دیگر ایران، واکنش‌های گسترده‌ای داشتند و در نمونه‌ای از این دست واکنش‌ها، این کار صورت گرفته را با رفتار گروه تروریستی داعش با مخالفان و زندانیانش، مقایسه کردند. کاربران رسانه‌های اجتماعی افزون برداشتن نقدهایی از ابعاد فراقانونی این کار، خشونت فرماندهی انتظامی را مورد اشاره قرار داده و این «وحشی‌بازی» را محکوم کرده بودند. گروهی از کاربران نیز چنین کاری را مصداقی از «شکنجه» اعلام کردند و پرسش داشتند که هنگامی که در نمایش همگانی رفتار با متهم این گونه است، پس در زندان‌های مربوط چه می‌گذرد؟ و کاربرانی نیز به شکلی ویژه، پس از این رویداد، به شکنجه شدن نوید افکاری و دیگر زندانیان پرداخته بودند.
هاتف مطهری در همین باره نوشته بود: «پلیس ایران جلوی چشم هزاران نفر، به سر و بدن متهم ضربه می‌زنه و وادارش می‌کنه که به خودش فحش بده. بعد انتظار دارن ما قبول کنیم در بازداشتگاه و اتاق بازجویی برای نوید افکاری اتفاقی نیفتاده و سیر محاکمه عادلانه بوده». ضیا نبوی، فعال دانشجویی ایرانی و زندانی سیاسی پیشین، روش برخورد نیروهای فرماندهی انتظامی را «بخش کوچکی از آنچه در بازداشتگاه‌ها با متهم می‌کنند» دانست. کاربری دیگر، با پست‌کردن ویدئوهای کارهای حکومت ایران و داعش، به «همذاتی» این دو، اشاره کرد.

## تحریم‌های حقوق بشری
این جنایت‌ها با تحریم‌های حقوق بشری همراه بوده‌اند؛ در نمونه‌ای در فروردین ۱۴۰۰، حسن کرمی فرماندهٔ یگان‌های ویژه فراجا، حسین اشتری فرماندهٔ کل انتظامی جمهوری اسلامی، غلامرضا ضیایی رئیس زندان اوین و شماری دیگر از جمله فرماندهان سپاه پاسداران و بسیج، به اتهام سرکوب کردن خشن اعتراضات آبان ۱۳۹۸ ایران، به فهرست تحریم‌های حقوق بشری اتحادیه اروپا افزوده شدند. پیشتر نیز وزارت خارجه آمریکا در ۲۸ آبان ۱۳۹۹، مسئولان کلیدی کشتار مردم معترض در نیزار ماهشهر در جریان اعتراض‌های آبان ۱۳۹۸ را تحریم کرد که در میان این مسئولان، نام سردار حیدر عباس‌زاده، فرماندهٔ انتظامی استان خوزستان و سرهنگ رضا پاپی، فرمانده انتظامی ماهشهر دارای اتهام نقض گسترده و خشن حقوق بشر، وجود داشت. بر پایهٔ گزارش‌های مرتبط، مردم معترض ایرانی در فرار از تجهیزات نظامی به نیزارها پناه می‌برند و فرماندهی انتظامی زیر فرمان حیدر عباس‌زاده و رضا پاپی، نیزارها را آتش کشید و به سوی معترضان آتش گشود و حداقل ۱۴۸ شهروند در این جریان، کشته شدند. یک شاهد عینی اعلام کرد که «هیچ‌یک از کسانی که به نیزارها پناه بردند زنده برنگشتند».

## واکنش‌های رسمی و سرشناس
- رضا پهلوی، فرزند ارشد محمدرضاشاه پهلوی، پس از به خشونت کشیده شدن اعتراضات کازرون در سال ۱۳۹۷ که در آن مأموران انتظامی تیراندازی کرده و معترضان وارد کلانتری شدند، در توییتی از «جنایتی دیگر این بار در کازرون» سخن گفت و برای مردم ایران، آرزوی «آزادی و دموکراسی» زودهنگام کرد.[۳۹]
- در سال ۱۳۹۷، با وجود نقدهای انجام‌شده از برخورد دارای خشونت یک نیروی گشت ارشاد با زن ایرانی به‌خاطر حجاب، حسین اشتری، فرمانده کل انتظامی جمهوری اسلامی اعلام کرد که پلیس زیر اثر «هوچی‌گری‌ها» نمی‌رود و از نیروهایی که وظیفهٔ «قانونی» خود را انجام می‌دهند، پشتیبانی خواهد کرد. فرمانده پلیس ایران، همچنین، نیروی انتظامی را «پاسدار ارزش‌های نظام و انقلاب» اعلام کرد و در ادامه گفت که: «برای صیانت از این ارزش‌ها آماده هستیم و حتی اگر مورد هجمه واقع شویم کوتاه نمی‌آییم».[۲۸]
- عبدالرضا داوری، سیاستمدار نزدیک محمود احمدی‌نژاد در توییتر خود در ۲۰۲۰ م، خشونت دوران کنونی را با دوران پیش از انقلاب ۱۳۵۷ مقایسه کرد و نتیجه‌گیری‌اش این بود که در دوران جمهوری اسلامی، وضعیت بدتر بوده‌است: «انصاف باید داشت؛ در عصر پهلوی اگر خشونتی هم بود محدود به ساواک و کمیته مشترک ضدخرابکاری و دادگاه نظامی بود و موارد سیاسی امنیتی؛ هرچه در آن دوره به‌ویژه پس از اصلاحات ارضی می‌گردم نه مشابه رفتار با دختر آبادانی یافت می‌شود و نه معادل قتل مهرداد سپهری! به کجا می‌رویم؟»[۴۰]
- در تیر ۱۳۹۸، رسانه‌های اصولگرا ماجرای برخورد خشن پلیس با دختری جوان در پارکی در تهران را «درگیری هنجارشکنان با مأموران قانون» دانستند و بر «لزوم حفظ حرمت و اقتدار پلیس در جامعه» تأکید کردند و اعلام کردند: «عده‌ای با نادیده گرفتن هنجارشکنی و فحاشی مجرمان که به‌نظر دختران جوانی می‌باشند، از فرصت استفاده کرده و دنبال تخریب وجهه پلیس و عقده‌گشایی هستند». رسانه‌های اصلاح‌طلب نیز در همین باره دارای عبارت‌های کانونی چون: «تذکر دادن آدابی دارد؛ این نوع رفتارها باعث اغتشاش در جامعه می‌شود؛ حجاب در جامعه امروز ایران همچنان مسئله است و پلیس باید به وظایف ذاتی و اصلی خود برگردد»، بودند.[۴۱]